# Black M/Diskografie
Diese Diskografie ist eine Übersicht über die musikalischen Werke des französischen Rappers Black M. Den Schallplattenauszeichnungen zufolge hat er bisher mehr als 1,7 Millionen Tonträger verkauft, davon alleine in seiner Heimat über 1,2 Millionen. Seine erfolgreichste Veröffentlichung ist das Debütalbum Les yeux plus gros que le monde mit über 500.000 verkauften Einheiten.

## Alben

### Studioalben
| Jahr | Titel Wati B                           | Höchstplatzierung, Gesamtwochen, AuszeichnungChartplatzierungen (Jahr, Titel, Wati B, Platzierungen, Wochen, Auszeichnungen, Anmerkungen) | Höchstplatzierung, Gesamtwochen, AuszeichnungChartplatzierungen (Jahr, Titel, Wati B, Platzierungen, Wochen, Auszeichnungen, Anmerkungen) | Höchstplatzierung, Gesamtwochen, AuszeichnungChartplatzierungen (Jahr, Titel, Wati B, Platzierungen, Wochen, Auszeichnungen, Anmerkungen) | Anmerkungen                              | [↑]: gemeinsam behandelt mit vorhergehendem Eintrag; [←]: in beiden Charts platziert |
| Jahr | Titel Wati B                           | CH | FR | BEW | Anmerkungen                              |                                                                                      |
| ---- | -------------------------------------- | --- | --- | --- | ---------------------------------------- | ------------------------------------------------------------------------------------ |
| 2014 | Les yeux plus gros que le monde Wati B | CH29 (13 Wo.)CH | FR2 Diamant · (138 Wo.)FR | BEW8 (101 Wo.)BEW | Erstveröffentlichung: 31. März 2014      |                                                                                      |
| 2014 | Le monde plus gros que mes yeux Wati B | CH56 (8 Wo.)CH[FR: ↑][BEW: ↑] | FR2 Diamant · (138 Wo.)FR | BEW8 (101 Wo.)BEW | Erstveröffentlichung: 17. November 2014  |                                                                                      |
| 2016 | Éternel insatisfait Wati B (SME)       | CH18 (8 Wo.)CH | FR2 ×2Doppelplatin · (98 Wo.)FR | BEW3 (90 Wo.)BEW | Erstveröffentlichung: 28. Oktober 2016   |                                                                                      |
| 2019 | Il était une fois… Wati B (SME)        | — | FR9 (35 Wo.)FR | BEW18 (8 Wo.)BEW | Erstveröffentlichung: 13. September 2019 |                                                                                      |
| 2021 | Alpha, Pt. 1 Wati B (SME)              | — | FR183 (1 Wo.)FR | — | Erstveröffentlichung: 21. Mai 2021       |                                                                                      |
| 2023 | La légende black TF1 Musique           | — | FR48 (3 Wo.)FR | — | Erstveröffentlichung: 13. Oktober 2023   |                                                                                      |

### Livealben
| Jahr | Titel                                   | Höchstplatzierung, Gesamtwochen, AuszeichnungChartplatzierungen (Jahr, Titel, Platzierungen, Wochen, Auszeichnungen, Anmerkungen) | Höchstplatzierung, Gesamtwochen, AuszeichnungChartplatzierungen (Jahr, Titel, Platzierungen, Wochen, Auszeichnungen, Anmerkungen) | Höchstplatzierung, Gesamtwochen, AuszeichnungChartplatzierungen (Jahr, Titel, Platzierungen, Wochen, Auszeichnungen, Anmerkungen) | Anmerkungen                        |
| Jahr | Titel                                   | CH | FR | BEW | Anmerkungen                        |
| ---- | --------------------------------------- | --- | --- | --- | ---------------------------------- |
| 2015 | Les yeux plus gros que l’Olympia Wati B | — | FR20 (23 Wo.)FR | BEW34 (28 Wo.)BEW | Erstveröffentlichung: 8. Juni 2015 |

## Singles

### Als Leadmusiker
| Jahr | Titel Album                                                             | Höchstplatzierung, Gesamtwochen, AuszeichnungChartplatzierungen (Jahr, Titel, Album, Platzierungen, Wochen, Auszeichnungen, Anmerkungen) | Höchstplatzierung, Gesamtwochen, AuszeichnungChartplatzierungen (Jahr, Titel, Album, Platzierungen, Wochen, Auszeichnungen, Anmerkungen) | Höchstplatzierung, Gesamtwochen, AuszeichnungChartplatzierungen (Jahr, Titel, Album, Platzierungen, Wochen, Auszeichnungen, Anmerkungen) | Anmerkungen                                                                |
| Jahr | Titel Album                                                             | CH | FR | BEW | Anmerkungen                                                                |
| --- | ----------------------------------------------------------------------- | --- | --- | --- | -------------------------------------------------------------------------- |
| 2013 | Ailleurs Les yeux plus gros que le monde                                | — | FR45 (13 Wo.)FR | — | Erstveröffentlichung: September 2013                                       |
| 2014 | Spectateur Les yeux plus gros que le monde                              | — | FR36 (16 Wo.)FR | — | Erstveröffentlichung: Januar 2014                                          |
| 2014 | Mme Pavoshko Les yeux plus gros que le monde                            | — | FR11 (54 Wo.)FR | BEW15 (20 Wo.)BEW | Erstveröffentlichung: 7. April 2014                                        |
| 2014 | Sur ma route Les yeux plus gros que le monde                            | CH40 (17 Wo.)CH | FR1 Gold · (112 Wo.)FR | BEW2 (55 Wo.)BEW | Erstveröffentlichung: 26. Mai 2014                                         |
| 2014 | La légende black Les yeux plus gros que le monde                        | — | FR8 (32 Wo.)FR | BEW19 (16 Wo.)BEW | Erstveröffentlichung: 1. September 2014 feat. Dr. Beriz                    |
| 2014 | Je ne dirai rien Les yeux plus gros que le monde                        | — | FR9 (48 Wo.)FR | BEW21 (10 Wo.)BEW | Erstveröffentlichung: 24. Oktober 2014 feat. The Shin Sekaï & Doomams      |
| 2014 | Je garde le sourire Le monde plus gros que mes yeux                     | — | FR14 (29 Wo.)FR | BEW25 (16 Wo.)BEW | Erstveröffentlichung: 24. Oktober 2014                                     |
| 2014 | On s’fait du mal Le monde plus gros que mes yeux                        | — | FR35 (34 Wo.)FR | BEW41 (2 Wo.)BEW | Erstveröffentlichung: 22. Dezember 2014                                    |
| 2015 | Foutue mélodie Le monde plus gros que mes yeux                          | — | FR56 (15 Wo.)FR | — | Erstveröffentlichung: 27. April 2015                                       |
| 2015 | Le prince Aladin Les yeux plus gros que le monde (The Ultimate Edition) | — | FR3 (29 Wo.)FR | BEW5 (17 Wo.)BEW | Erstveröffentlichung: 4. September 2015                                    |
| 2015 | Dans ma rue (affaire de famille) –                                      | — | FR33 (3 Wo.)FR | — | Erstveröffentlichung: 11. September 2015                                   |
| 2016 | À l’ouest Éternel insatisfait                                           | — | — | — | Erstveröffentlichung: 21. März 2016 feat. MHD                              |
| 2016 | La nuit porte conseil –                                                 | — | FR33 (6 Wo.)FR | — | Erstveröffentlichung: 17. Juni 2016                                        |
| 2016 | Je suis chez moi Éternel insatisfait                                    | — | FR24 Gold · (29 Wo.)FR | — | Erstveröffentlichung: 22. Juli 2016                                        |
| 2016 | #Askip Éternel insatisfait                                              | — | FR17 Gold · (19 Wo.)FR | BEW50 (2 Wo.)BEW | Erstveröffentlichung: 30. September 2016                                   |
| 2016 | Cheveux blancs Éternel insatisfait                                      | — | FR147 (2 Wo.)FR | — | Erstveröffentlichung: 14. November 2016                                    |
| 2016 | French Kiss Éternel insatisfait                                         | — | FR26 Platin · (19 Wo.)FR | BEW31 (7 Wo.)BEW | Erstveröffentlichung: 19. Dezember 2016                                    |
| 2017 | Tout ce qu’il faut Éternel insatisfait                                  | — | FR146 (1 Wo.)FR | — | Erstveröffentlichung: 20. Februar 2017 feat. Gradur, Alonzo & Abou Debeing |
| 2017 | Comme moi Éternel insatisfait                                           | — | FR130 (8 Wo.)FR | — | Erstveröffentlichung: 3. April 2017 feat. Shakira                          |
| 2017 | Frérot Éternel insatisfait                                              | — | FR110 Gold · (8 Wo.)FR | — | Erstveröffentlichung: 5. Juni 2017 feat. Soprano                           |
| 2017 | Dress Code Éternel insatisfait (Réédition)                              | — | — | — | Erstveröffentlichung: 6. Oktober 2017 feat. Kalash Criminel                |
| 2017 | Tic-tac Éternel insatisfait (Réédition)                                 | — | — | — | Erstveröffentlichung: 27. Oktober 2017                                     |
| 2018 | Tout se passe après minuit Éternel insatisfait (Réédition)              | — | — | — | Erstveröffentlichung: 30. März 2018 feat. Dadju                            |
| 2018 | Mama –                                                                  | — | — | — | Erstveröffentlichung: 27. April 2018 feat. Sidiki Diabaté                  |
| 2019 | Mon beau-frère Il était une fois…                                       | — | FR— GoldFR | — | Erstveröffentlichung: 14. Juni 2019                                        |
| 2019 | Dans mon délire Il était une fois…                                      | — | FR138 (4 Wo.)FR | BEW15 (11 Wo.)BEW | Erstveröffentlichung: 23. August 2019 feat. Heuss L’Enfoiré & Soolking     |
| 2019 | Ainsi valse la vie Il était une fois…                                   | — | — | — | Erstveröffentlichung: 22. November 2019                                    |
| 2021 | A la base Alpha, Pt. 1                                                  | — | — | — | Erstveröffentlichung: 13. Januar 2021                                      |
| 2021 | Cesar Alpha, Pt. 1                                                      | — | FR32 (2 Wo.)FR | — | Erstveröffentlichung: 22. Januar 2021 feat. Gims                           |
| 2021 | N.S.E.G Alpha, Pt. 1                                                    | — | — | — | Erstveröffentlichung: 2. April 2021                                        |
| 2023 | Grandir La légende black                                                | — | — | BEW50 (1 Wo.)BEW | Erstveröffentlichung: 13. Januar 2023 feat. Amir                           |
| Folgende Lieder erschienen nicht als Single, wurden aber durch das Album zum Download und Streaming bereitgestellt und konnten somit eine Platzierung erlangen: |                                                                         | | | |                                                                            |
| |                                                                         | | | |                                                                            |
| 2014 | Le regard des gens Les yeux plus gros que le monde                      | — | FR24 (1 Wo.)FR | — |                                                                            |
| 2014 | Casse pas ton dos Les yeux plus gros que le monde                       | — | FR25 (1 Wo.)FR | — |                                                                            |
| 2014 | À la vôtre Les yeux plus gros que le monde                              | — | FR27 (2 Wo.)FR | — | feat. Jr O Crom, Dry & Big Ali                                             |
| 2014 | Qataris Les yeux plus gros que le monde                                 | — | FR114 (1 Wo.)FR | — |                                                                            |
| 2014 | Pour oublier Les yeux plus gros que le monde                            | — | FR123 (1 Wo.)FR | — |                                                                            |
| 2014 | À force d’être Les yeux plus gros que le monde                          | — | FR165 (1 Wo.)FR | — |                                                                            |
| 2014 | Jessica Les yeux plus gros que le monde                                 | — | FR183 (1 Wo.)FR | — |                                                                            |
| 2014 | Blacklines Les yeux plus gros que le monde                              | — | FR184 (1 Wo.)FR | — |                                                                            |
| 2014 | Solitaire Les yeux plus gros que le monde                               | — | FR185 (1 Wo.)FR | — |                                                                            |
| 2014 | Money Les yeux plus gros que le monde                                   | — | FR192 (1 Wo.)FR | — |                                                                            |
| 2014 | Black Shady Part 3 Le monde plus gros que mes yeux                      | — | FR187 (1 Wo.)FR | — |                                                                            |
| 2014 | Tout le monde me connaît Le monde plus gros que mes yeux                | — | FR188 (1 Wo.)FR | — | feat. Abou de Being & Stan E                                               |
| 2014 | Ma musique Le monde plus gros que mes yeux                              | — | FR197 (1 Wo.)FR | — |                                                                            |
| 2015 | C’est tout moi Les yeux plus gros que le monde                          | — | FR49 (23 Wo.)FR | — |                                                                            |
| 2016 | Parle-moi Éternel insatisfait                                           | — | FR156 (1 Wo.)FR | — | feat. Zaho                                                                 |

### Als Gastmusiker
| Jahr | Titel Album                                         | Höchstplatzierung, Gesamtwochen, AuszeichnungChartplatzierungen (Jahr, Titel, Album, Platzierungen, Wochen, Auszeichnungen, Anmerkungen) | Höchstplatzierung, Gesamtwochen, AuszeichnungChartplatzierungen (Jahr, Titel, Album, Platzierungen, Wochen, Auszeichnungen, Anmerkungen) | Höchstplatzierung, Gesamtwochen, AuszeichnungChartplatzierungen (Jahr, Titel, Album, Platzierungen, Wochen, Auszeichnungen, Anmerkungen) | Höchstplatzierung, Gesamtwochen, AuszeichnungChartplatzierungen (Jahr, Titel, Album, Platzierungen, Wochen, Auszeichnungen, Anmerkungen) | Anmerkungen                                                                  |
| Jahr | Titel Album                                         | DE | AT | CH | FR | Anmerkungen                                                                  |
| --- | --------------------------------------------------- | --- | --- | --- | --- | ---------------------------------------------------------------------------- |
| 2011 | Pas de nouvelle bonne nouvelle Evolution            | — | — | — | FR84 (3 Wo.)FR | Erstveröffentlichung: 22. August 2011 DJ Abdel feat. Maître Gims & Black M   |
| 2014 | Profiter de ma life Espace-temps                    | — | — | — | FR62 (17 Wo.)FR | Erstveröffentlichung: September 2014 Maska feat. Black M & Dr. Beriz         |
| 2015 | Aucun mytho Gotham City                             | — | — | — | FR21 (3 Wo.)FR | Erstveröffentlichung: 15. Juni 2015 H Magnum feat. Black M                   |
| 2015 | Adios –                                             | — | — | — | FR167 (1 Wo.)FR | Erstveröffentlichung: 18. Juni 2015 Abou Debeing feat. Black M               |
| 2016 | Illégal ShegueyVara 2                               | — | — | — | FR134 (4 Wo.)FR | Erstveröffentlichung: 6. April 2016 Gradur feat. Black M                     |
| 2018 | Je ne parle pas français (Beatgees Remix) Que Walou | DE1 Platin · (36 Wo.)DE | AT16 Gold · (24 Wo.)AT | CH7 ×2Doppelplatin · (30 Wo.)CH | — | Erstveröffentlichung: 13. April 2018 Namika feat. Black M                    |
| 2018 | C’est que du rap La vie de rêve                     | — | — | — | FR66 (1 Wo.)FR | Erstveröffentlichung: 23. November 2018 Bigflo & Oli feat. Black M & Soprano |
| 2020 | Merci –                                             | — | — | — | — | Erstveröffentlichung: 26. Juni 2020 Maalhox feat. Black M                    |
| Folgende Lieder erschienen nicht als Single, wurden aber durch das Album zum Download und Streaming bereitgestellt und konnten somit eine Platzierung erlangen: |                                                     | | | | |                                                                              |
| |                                                     | | | | |                                                                              |
| 2013 | Ça décoiffe Subliminal                              | — | — | — | FR104 (1 Wo.)FR | Charteinstieg: 1. Juni 2013 Maître Gims feat. Black M & Jr. O Crom           |
| 2016 | Attitude L’Everest                                  | — | — | — | FR169 (1 Wo.)FR | Soprano feat. Black M                                                        |

## Statistik

### Chartauswertung
|                     | CH    | FR    | BEW     |
| ------------------- | ----- | ----- | ------- |
| Nummer-eins-Alben   | CH—CH | FR—FR | BEW—BEW |
| Top-10-Alben        | CH—CH | FR3FR | BEW2BEW |
| Alben in den Charts | CH3CH | FR5FR | BEW4BEW |

|                       | DE    | AT    | CH    | FR     | BEW      |
| --------------------- | ----- | ----- | ----- | ------ | -------- |
| Nummer-eins-Singles   | DE1DE | AT—AT | CH—CH | FR1FR  | BEW—BEW  |
| Top-10-Singles        | DE1DE | AT—AT | CH1CH | FR4FR  | BEW2BEW  |
| Singles in den Charts | DE1DE | AT1AT | CH2CH | FR41FR | BEW11BEW |

### Auszeichnungen für Musikverkäufe
Anmerkung: Auszeichnungen in Ländern aus den Charttabellen bzw. Chartboxen sind in ebendiesen zu finden.
| Land/RegionAuszeichnungen für Musikverkäufe (Land/Region, Auszeichnungen, Verkäufe, Quellen) | Gold     | Platin     | Diamant  | Verkäufe  | Quellen                    |
| -------------------------------------------------------------------------------------------- | -------- | ---------- | -------- | --------- | -------------------------- |
| Deutschland (BVMI)                                                                           | —        | Platin1    | —        | 400.000   | musikindustrie.de          |
| Frankreich (SNEP)                                                                            | 5× Gold5 | 3× Platin3 | Diamant1 | 1.275.000 | snepmusique.com            |
| Österreich (IFPI)                                                                            | Gold1    | —          | —        | 15.000    | ifpi.at                    |
| Schweiz (IFPI)                                                                               | —        | 2× Platin2 | —        | 40.000    | hitparade.ch musikwoche.de |
| Insgesamt                                                                                    | 6× Gold6 | 6× Platin6 | Diamant1 |           |                            |